# Missy Giove
Missy Giove, née le 20 janvier 1972 à New York, est une coureuse cycliste américaine. Spécialiste de la descente en VTT, elle a été championne du monde de cette discipline en 1994 et a remporté la Coupe du monde en 1996 et 1997. Elle est admise au Mountain Bike Hall of Fame en 2016.

## Biographie
En 2003, elle fait la couverture du magazine lesbien Girlfriends.

## Palmarès
| Année                | 1993 | 1994 | 1995 | 1996 | 1997 | 1998 | 1999 | 2000 | 2001 | 2002 |
| Championnat du monde | 3e   | 1re  | 4e   | 3e   |      |      |      | 9e   |      | 3e   |
| Coupe du monde       | 3e   | 3e   |      | 1er  | 1er  | 2e   | 2e   | 2e   | 2e   | 7e   |